# (19542) Lindperkins
(19542) Lindperkins est un astéroïde de la ceinture principale d'astéroïdes.

## Description
(19542) Lindperkins est un astéroïde de la ceinture principale d'astéroïdes. Il fut découvert le 10 mai 1999 à Socorro (Nouveau-Mexique) par le projet LINEAR. Il présente une orbite caractérisée par un demi-grand axe de 2,30 UA, une excentricité de 0,06 et une inclinaison de 2,6° par rapport à l'écliptique.

## Compléments